# White Dress
White Dress (englisch für „weißes Kleid“) ist ein Lied der US-amerikanischen Sängerin und Songwriterin Lana Del Rey.

## Hintergrund und Veröffentlichung
Der Song wurde von Del Rey in Zusammenarbeit mit Jack Antonoff geschrieben und produziert. Del Rey hatte den Titel erstmals im September 2020 in einem Interview erwähnt und Ende Februar 2021 ein Musikvideo angeteasert.  Veröffentlicht wurde der Song dann am 19. März 2021 als dritte Singleauskopplung und als Eröffnungstrack ihres siebten Studioalbums Chemtrails Over the Country Club, das am selben Tag erschien.

## Komposition und Liedtext
White Dress steht in der Tonart C-Dur und ist laut hooktheory.com in Bezug auf die Spannung zwischen Akkorden und Melodie komplexer als ein durchschnittlicher Song. Lindsay Zoladz von der New York Times beschrieb das Lied als „melancholisches, klaviergetriebenes Tongedicht“.
Der Text von White Dress ist ein nostalgischer Blick auf eine einfachere Zeit in Del Reys Leben, bevor sie berühmt wurde. Sie erinnert sich an ihre Zeit als Kellnerin auf Long Island, wo sie Geld verdiente, das sie für Drinks und Junkfood ausgab und die Musik der Rockband The White Stripes sowie des experimentellen Jazzmusikers Sun Ra hörte.
Der Begriff „weißes Kleid“ im Lied symbolisiert diese Zeit der Unschuld und Reinheit. Er wird nicht im traditionellen Sinne von Ehe oder Jungfräulichkeit verwendet, sondern als Metapher für eine Zeit, in der Del Reys Verantwortung minimal und ihr Leben weniger kompliziert war. Der Text vermittelt ein Gefühl der Sehnsucht nach der Einfachheit und Erfüllung ihrer früheren Tage, trotz ihres heutigen Erfolgs als Musikerin.
Das Lied enthält auch Kritik an der Musikindustrie, insbesondere an der Behandlung von Frauen. Der Ausdruck Men in Music Business Conference wird als Metapher für die Herausforderungen verwendet, mit denen Frauen in der Branche konfrontiert sind.

## Musikvideo
Das Musikvideo zu White Dress wurde zeitgleich mit der Single veröffentlicht und von Constellation Jones gedreht. Inspiriert von der Arbeit des Regisseurs David Lynch, zeigt das Video eine Frau, die auf Rollschuhen eine einsame Straße in der Wüste hinunterfährt, unterbrochen von Aufnahmen, in denen Del Rey an einem Zaun singt oder mit Freunden in einem Restaurant am Straßenrand isst. Einige Frauen tragen Schutzmasken, was deutlich macht, dass das Video während der Coronapandemie entstanden ist. In einigen Szenen ist Del Rey mit einem verbundenen Arm zu sehen, den sie sich bei einem Unfall während der Produktion des Videos gebrochen hatte. Als Folge wurden ihre Rollschuhszenen von dem Model und der Eiskunstläuferin Ganna Bogdan übernommen.

## Mitwirkende
- Jack Antonoff: Liedtexter, Komponist, Musikproduzent, Abmischung, Bass, Schlagzeug, Gitarre, Klavier
- Lana Del Rey: Liedtexter, Komponist, Musikproduzent, Gesang
- Chris Gehringer: Mastering
- John Rooney: Tonmeister-Assistenz
- Jon Sher: Tonmeister-Assistenz
- Laura Sisk: Tonmeister, Abmischung

Quelle:

## Rezeption

### Chartplatzierungen
Durch hohe Einzeldownloads und Streaming erreichte das Lied Platz 51 der britischen Charts.
| ChartsChartplatzierungen     | Höchstplatzierung | Wochen |
| ---------------------------- | ----------------- | ------ |
| Vereinigtes Königreich (OCC) | 51 (1 Wo.)        | 1      |

White Dress wurde von der Website albumoftheyear.org in die Liste der 50 besten Songs des Jahres 2021 aufgenommen, die auf den Platzierungen in verschiedenen Jahresendlisten basiert. Das Lied erreichte unter anderem Platz 5 bei Pitchfork, Platz 7 bei Vulture und Platz 12 bei der New York Times.

### Auszeichnungen für Musikverkäufe
| Land/Region     | Auszeichnungen für Musikverkäufe (Land/Region, Auszeichnung, Verkäufe) | Verkäufe |
| --------------- | ---------------------------------------------------------------------- | -------- |
| Brasilien (PMB) | Gold                                                                   | 20.000   |
| Insgesamt       | 1× Gold ·                                                              | 20.000   |

Hauptartikel: Lana Del Rey/Auszeichnungen für Musikverkäufe

## Coverversionen
Die Shoegaze-Band Drop Nineteens brachte eine Coverversion des Liedes im März 2024 als Single heraus.